# Takamaro Shigaraki
Takamaro Shigaraki (jap. 信楽 峻麿 Shigaraki Takamaro; * 15. September 1926 in der Präfektur Hiroshima; † 26. September 2014 in Kure) war ein moderner japanischer Religionsphilosoph, der den Buddhismus in der Richtung Jōdo-Shinshū im Geist neuzeitlicher Kultur- und Geistesströmungen sowie unter dem Einfluss des evangelischen Theologen Paul Tillich interpretierte.

## Wirken
Takamaro Shigaraki wurde wie schon sein Vater buddhistischer Priester und Abt der Hongan-Tempel-Tradition. Er legte eine existentialistische Interpretation des Buddhismus und des Amitabha-Buddhismus basierend auf Shinran vor. In Japan erregte er durch Veröffentlichungen Aufsehen, welche die Verstrickung buddhistischer Institutionen und Interpreten mit dem Regime und der Ideologie im Zweiten Weltkrieg offenlegten. Shigaraki war Präsident der Ryūkoku-Universität in Kyōto. Seit seiner Emeritierung als Professor für Buddhismus leitete er eine buddhistische Kulturstiftung und lehrte in seinem Tempel bei Hiroshima.
Der österreichische Religionsphilosoph Volker Zotz, der in Japan eng mit Shigaraki zusammenarbeitete, machte ihn auch in deutscher Sprache bekannt. Zotz schreibt über Shigaraki:

„Shigaraki versucht einerseits in der Interpretation des Buddhismus zu Shinran zurückzukehren, andererseits die erstarrten Organisationsformen der Jōdo Shinshū von diesem Standort aus zu hinterfragen. Wegen seiner als häretisch verdächtigten existentialistischen Interpretation Shinrans, die im Zusammenhang mit der von ihm kritisierten staatstragenden Rolle des Honganji während des zweiten Weltkrieges steht, kam es sogar zu einem Verfahren gegen ihn vor dem religiösen Gericht des Tempels. Doch sein beachtlicher Einfluss auf viele Buddhologen der jüngeren Generation ließ ihn schließlich zum Rektor der mit dem Nishi Honganji verbundenen Ryūkoku-Universität in Kyōto werden. ‚Gestern war ich Ketzer, heute bin ich Rektor der Universität,‘ sagte er mir einmal lächelnd und fügte hinzu: ‚Wer weiß, was morgen kommt?‘“

Shigaraki wurde in der Folge selbst Leiter des religiösen Gerichts (Kanseikyoku) der Jōdo-Shinshū Honganji-ha. Er war Direktor der Stiftung Bukkyō Dendō Kyōkai und an der Gründung der Institution Kōmyōji in Wien beteiligt.

## Werke
- Sogar der Gute wird erlöst, um wie viel mehr der Böse. Der Weg des buddhistischen Meisters Shinran. Übersetzt und mit einem Vorwort versehen von Volker Zotz. Kairos Edition, Luxembourg 2004, ISBN 2-9599829-2-4
- A Life of Awakening. The Heart of the Shin Buddhist Path.  Translation by David Matsumoto. Hozokan Publishing, Kyoto, 2005
- 『浄土教における信の研究』 Jōdokyō ni okeru shin no kinkyū (Studie über den Glauben im Reinen Land Buddhismus) 1975
- Gendai shinshū kyōgaku (Gegenwärtige Shin-Lehren)
- 『仏教の生命観』 Bukkyō no seimeikan (Die buddhistische Sicht des Lebens), Kyoto, 1994
- 『親鸞における信の研究』 Shinran ni okeru shin no kinkyū (Studie über den Glauben in Shinrans Denken), Kyoto, 1995
- 『親鸞とその思想』 Shinran shisō o ikiru (Leben aus Shinrans Denken), Kyoto, 2003
- 『親鸞に学ぶ人生の生き方』 Kyoto, 2008